# Клан Маклейн
Макле́йн (англ. MacLean, /mækˈleɪn/, от гэльск. Mac Gill-Eain) — один из кланов горной части Шотландии.

## История клана
Название клана в переводе с гэльского означает «сын слуги Святого Иоанна». Согласно другой версии название произошло от гэльского слова leathan, то есть «широкий» или «широкоплечий».
Маклейны ведут происхождение от Джиллина Боевого Топора (Gillean или Gille-Eathain na Tuaigh). Считается, что он был братом Фергуса Макерка, потомка королевского рода Лорнов. В 1263 году Джиллин принимал участие в битве при Ларгсе, которая положила конец владычеству норвежского короля Хокона IV на Гебридских островах.

## Септы
| - Beath - Beaton - Bheath - Bheatha - Bheaton - Bethune - Betun - MacBeath - MacBeatha - MacBeth - MacBheath - MacBheatha - Leach - Leatch - Lech - Leche - Leiche - Leitch - Leytch - Litch - Macileich - Black - Lean - Macilduy - MacLergain - MacRankin - MacVeagh - MacVey - Rankin |